# Gavin McCann
Gavin McCann, född 10 januari 1978 i Blackpool i Lancashire, är en före detta engelsk fotbollsspelare.
McCann har spelat en landskamp för England, mot Spanien på Villa Park under 2001.
Han kom till Bolton från Aston Villa sommaren 2007.

## Fotnoter
1. ↑  FBref, FBref.com spelar-ID: d1e78f75.[källa från Wikidata]